# Bel Air (Los Angeles)
Bel Air é um bairro nobre residencial da zona oeste de Los Angeles, Califórnia, no sopé das montanhas de Santa Monica.
Foi fundado em 1923, é o lar do Jardim Japonês Hannah Carter e da Universidade Judaica Americana. Integra juntamente com Beverly Hills e Holmby Hills as localidades mais ricas do Condado de Los Angeles, chamada de Triângulo de Platina. É famoso por ser o lar de muitas celebridades estadunidenses e também internacionais, como Jennifer Aniston Mariah Carey, Zsa Zsa Gabor, Nancy Reagan, Alfred Hitchcock, Dan Bilzerian e Deryck Whibley

## Geografia
Bel Air está situado a cerca de 19 km a oeste do centro de Los Angeles e inclui alguns dos sopés das montanhas de Santa Monica. Faz fronteira com o lado norte da UCLA ao longo da Sunset Boulevard. No coração do bairro, fica a Bel Air Country Club e o Hotel Bel Air. O bairro foi fundado em 1923 por Alphonzo E. Bell, Sr.

### Residências
As residências em Bel Air tendem a ser escondidas das estradas sinuosas do bairro, entre as árvores. As moradias variam de casas em estilo rancho relativamente modestas, até grandes mansões.

### Vizinhanças
Das várias entradas, existem duas principais: o East Gate na Beverly Glen e na Sunset Boulevard, e o West Gate na Bellagio Road e na Sunset Boulevard, em frente a entrada para UCLA. Bel Air é geralmente dividida em três bairros distintos: East Gate Old Bel Air, West Gate Bel Air e Upper Bel Air.

## Televisão e Filmes
Programas de televisão e filmes foram filmados em Bel Air, ou são ditos que foram localizados lá. Cenas externas foram gravadas lá para os The Beverly Hillbillies em torno da 750 Bel Air Road, construída por Lynn Atkinson (e mais tarde vendida para hoteleiro Arnold Kirkeby, após a esposa de Atkinson se recusar a mudar para a casa que ela achou muito ostensiva). Depois que a gravação das cenas foram concluídas, os moradores do endereço proibiram mais filmagens. Cenas externas de filmes como Get Shorty também foram filmados na área. Vários episódios do programa de televisão The Rockford Files foram filmados em Bel Air. A série de televisão The Fresh Prince of Bel Air foi criada no bairro, embora as cenas externas utilizadas tenham sido filmadas no bairro vizinho de Brentwood.

## Demografia
Segundo o censo americano de 2000, havia 7.928 pessoas no bairro e a renda familiar média era de $ 207.938. A composição racial do bairro era de 86,24% brancos, 6,84% asiáticos, 4,65% de hispânicos, 1,93% Negros, 0,06% nativos americanos, 0,04% das ilhas do Pacífico, 1,30% de outras raças, e 3,59% a partir de duas ou mais raças.